# 67. pehotni polk (Italija)
67. pehotni polk Palermo/Legnano (izvirno italijansko 67º Reggimento fanteria) je bil pehotni polk (Kraljeve) Italijanske kopenske vojske.

## Zgodovina
Med prvo svetovno vojno (1918-19) je bil polk aktiven v Albaniji, Makedoniji in Rusiji, v drugi svetovni vojni pa v Italiji.